# Palmarès dell'Hockey Sarzana
L'Hockey Sarzana nella sua storia si è aggiudicato una Coppa Italia e due Federation Cup; in ambito internazionale 
vanta una semifinale in WSE Champions League (allora denominata Eurolega), nonché due finali di Coppa WSE (2018-2019 e 2020-2021) e una semifinale di Coppa Continentale.

## Competizioni ufficiali
3 trofei
- Coppa Italia: 1

2021-2022
- Federation Cup: 2

2017-2018, 2018-2019

## Altri piazzamenti

### Competizioni nazionali
- Coppa Italia:

Finale: 2018-2019
Semifinale: 2020-2021
- Supercoppa italiana:

Finale: 2022

### Competizioni internazionali
- Coppa dei Campioni/Champions League/Eurolega

Semifinale: 2021-2022
- Coppa CERS/WSE

Finale: 2018-2019, 2020-2021
Semifinale: 2016-2017, 2023-2024
- Supercoppa d'Europa/Coppa Continentale:

Semifinale: 2019-2020